# Охотін Петро Костянтинович
Петро Костянтинович Охотін (нар. 21 грудня 1987, Козятин, Україна) — політтехнолог, науковець, викладач, автор книги «Виграти вибори: покрокова інструкція». З 25 лютого перебуває в Силах територіальної оборони ЗСУ. 

## Життєпис

### Ранні роки та освіта
Петро Костянтинович Охотін народився 21 грудня 1987 року в Козятині, Вінницька область. Закінчив Козятинський ліцей.
З 2004 по 2010 рік навчався за спеціальністю політологія в Національному університеті ”Києво-Могилянська академія”.
Проходив навчання за програмою співпраці держави та приватного сектора під керівництвом американських філософа Френсіса Фукуями та дипломата Майкла Мак-Фола, організованою Стенфордським університетом та Українським католицьким університетом.
Пройшов курс із прийняття рішень у часи трансформації у Школі публічної політики Лі Куан Ю Національного університету Сінгапуру та Київської школи державного управління імені Сергія Нижного.
Закінчив курс сценарного мистецтва в Ukrainian Film School.

## Кар’єра
У 2004 році брав активну участь в Помаранчевій революції. Після цих подій був нагороджений грантом Українсько-американської асоціації університетських професорів (США) за особисту участь студента в подіях, що сприяють демократизації суспільства.
Приймав активну участь в громадському житті, був членом Спудейського братства НаУКМА.
Публікував статті в таких виданнях як часопис «Ї», «Український тиждень», «Універсум».
У 2012 році працював у Департаменті нових медіа на телеканалі «Україна».
З 2012 по 2014 рік працював менеджером проєктів та акаунт-директором у діджитал-агентстві «Цифірь».
Брав участь в Революції гідності. 
У 2014 році став політичним радником Представництва Фундації «Відкритий Діалог» в Україні , де займався координацією правозахисних місій на підтримку українських політв’язнів, зокрема Олега Сенцова та Геннадія Афанасьєва,  у Росії за участі парламентаріїв з України та Польщі.
Участь у місіях брали такі політики як Томаш Маковскі, Малгожата Гошевська, Оксана Продан.
Підіймав питання соціальних гарантій для ветеранів АТО, створення механізмів, які би закрили доступ авторитарним режимам зловживати механізмами Інтерполу. Завершив співпрацю з Фундацією «Відкритий діалог» у 2015 році. 
У 2015 році став співавтором книги «Виграти вибори: покрокова інструкція».
З 2016 року співпрацює з Міжнародним Республіканським Інститутом як викладач, у рамках співпраці проводив тренінги щодо особистого позиціонування та взаємодії  політичних партій і громадського сектору.
У 2017-2019 роках співпрацював зі штабом Юлії Тимошенко.
Деякі джерела [які?] стверджують, що орієнтовно з 2020 року Петро Охотін став наближеним до Банкової.
У 2021 році разом з ІТ-підприємцем Євгеном Поремчуком запустив подкаст «Інтелект-шоу «Технократи» на «Радіо НВ».
Є автором ютюб-каналу Tiger News. У ефірі підіймалися питання економічного відновлення України. Серед гостей ефірів були галерист Юрій Комельков, арт-менеджер Михайло Кирейто, народні депутати — Андрій Осадчук (фракція «Голос»), Дмитро Соломчук («Слуга народу»).
У лютому 2022 році під час російського вторгнення в Україну записався до територіальної оборони Києва. З квітня 2022 року бере участь у військових діях на сході України.

## Книга
У 2015 році видавництво «Смолоскип» видало книгу Петра Охотіна «Виграти вибори: покрокова інструкція» написану у співавторстві з Андрієм Вальчишиним. Її метою є ознайомити читача з усіма етапами виборчої кампанії та алгоритмом дій в ході її перебігу. «Виграти вибори: покрокова інструкція» базується на особистому досвіді авторів в організації виборів та консультуванні кандидатів. Серед іншого в книзі розглядаються питання особистих політичного бренду та стратегії, складові планування виборчої кампанії, організації виборчої агітації (її методи та способи), захист результатів виборів та вихід з кампанії. Книга орієнтована на кандидатів в депутати, претендентів на посаду міського голови, менеджерів виборчих кампаній та працівників штабів, політичних радників та консультантів.

## Особисте життя
Неодружений. 
Захоплюється макросоціологією та бразильським джиу-джитсу.